# Liste der polnischen Botschafter in Deutschland
Der Botschafter der Republik Polen leitet die polnische Botschaft in Deutschland. Bis 1945 hatte er seinen Sitz in Berlin, infolge der deutschen Teilung gab es zwischen 1949 und 1990 zwei diplomatische Vertreter dieses Landes. Der in der DDR tätige Botschafter arbeitete in Ost-Berlin in der Berliner Straße im Stadtbezirk Pankow, ab 1967 in einem Neubau in der Straße Unter den Linden. Der für die BRD akkreditierte Botschafter hatte seinen Sitz in Köln.

## Botschafter

### Botschafter imDeutschen Reich
| Ernannt / Akkreditiert | Name                  | Bemerkungen | ernannt während der Regierung von | akkreditiert während der Regierung von | Posten verlassen |
| ---------------------- | --------------------- | --- | --------------------------------- | -------------------------------------- | ---------------- |
| 1918                   | Adam Ronikier         | Gesandter des Regentschaftskönigreich Polen                                                                                     | Wacław Niemojowski                | Rat der Volksbeauftragten              |                  |
| 1918                   | Wacław Niemojowski    | | Józef Piłsudski                   | Rat der Volksbeauftragten              |                  |
| 29. Okt. 1918          | Seweryn Czetwertyński | Vertreter | Józef Piłsudski                   | Rat der Volksbeauftragten              |                  |
| 1. Feb. 1919           | Franciszek Charwat    | Bevollmächtigter | Józef Piłsudski                   | Kabinett Scheidemann                   | 8. März 1920     |
| 8. März 1920           | Ignacy Szebeko        | Ignacy Szebeko (* 1859; † 25. Mai 1937 in Warschau) 1922–1927 Mitglied des Sejm, residierte anfangs bei Ferdinand von Radziwill | Józef Piłsudski                   | Kabinett Bauer                         | 1. Okt. 1920     |
| 14. Okt. 1920          | Alfred Wysocki        | Geschäftsträger | Józef Piłsudski                   | Kabinett Bauer                         | 1. Aug. 1921     |
| 1. Sep. 1921           | Jerzy Madejski        | Geschäftsträger | Józef Piłsudski                   | Constantin Fehrenbach                  | 3. Sep. 1921     |
| 3. Sep. 1921           | Jerzy Madejski        | | Józef Piłsudski                   | Constantin Fehrenbach                  | 1. Mai 1923      |
| 7. Juni 1923           | Kazimierz Olszowski   | [ 2 ] | Stanisław Wojciechowski           | Wilhelm Cuno                           | 26. Juni 1928    |
| 1. Juli 1928           | Roman Knoll           | | Ignacy Mościcki                   | Hermann Müller                         | 31. Dez. 1930    |
| 10. Jan. 1931          | Alfred Wysocki        | | Ignacy Mościcki                   | Heinrich Brüning                       | 2. Juli 1933     |
| 3. Juli 1933           | Józef Lipski          | Gesandter, wurde am 29. Oktober 1934 zum Botschafter ernannt.                                                                   | Ignacy Mościcki                   | Kabinett Hitler                        | 1. Sep. 1939     |

### Botschafter in der Bundesrepublik Deutschland
| Ernannt / Akkreditiert | Name                | Bemerkungen | ernannt während der Regierung von | akkreditiert während der Regierung von | Posten verlassen |
| ---------------------- | ------------------- | --- | --------------------------------- | -------------------------------------- | ---------------- |
| 20. Okt. 1972          | Wacław Piątkowski   | (* 1920) residierte mit seiner Frau Aleksandra in einem Flügel der Max-Bruch-Straße 4 der für Konrad Adenauer erstellt worden war; besuchte im Februar 1976 Franz-Josef Röder bei Ernst Albrecht, die einen Vertrag mit der polnischen Regierung im Bundesrat (Deutschland) durchwinkten; leitete 1977–1981 die Abteilung Internationales des ZK der Polnischen Vereinigten Arbeiterpartei | Henryk Jabłoński                  | Kabinett Brandt I                      | 6. Juli 1978     |
| 20. Juni 1978          | Jan Chyliński       | | Henryk Jabłoński                  | Kabinett Schmidt II                    | 31. Okt. 1981    |
| 31. Okt. 1981          | Mirosław Wojtkowski | Geschäftsträger | Henryk Jabłoński                  | Kabinett Schmidt III                   | 10. Dez. 1982    |
| 10. Dez. 1982          | Witold Sędziwy      | Geschäftsträger, 194-1996: Generalkonsul der Republik Polen in Leipzig | Henryk Jabłoński                  | Kabinett Kohl I                        | 5. Juli 1983     |
| 7. Apr. 1983           | Tadeusz Olechowski  | | Henryk Jabłoński                  | Kabinett Kohl II                       | 11. Apr. 1986    |
| 11. Apr. 1986          | Tadeusz Nestorowicz | | Wojciech Jaruzelski               | Kabinett Kohl II                       | 11. Aug. 1987    |
| 11. Aug. 1987          | Ryszard Karski      | | Wojciech Jaruzelski               | Kabinett Kohl III                      | 24. Aug. 1990    |
| 24. Aug. 1990          | Janusz Reiter       | | Wojciech Jaruzelski               | Kabinett Kohl III                      | 12. Juli 1995    |
| 27. Nov. 1995          | Andrzej Byrt        | | Lech Wałęsa                       | Kabinett Kohl V                        | 15. März 2001    |
| 2. Apr. 2001           | Jerzy Kranz         | | Aleksander Kwaśniewski            | Kabinett Schröder I                    | 5. Nov. 2002     |
| 25. Nov. 2002          | Andrzej Byrt        | | Aleksander Kwaśniewski            | Kabinett Schröder I                    | 10. Aug. 2006    |
| 18. Aug. 2006          | Marek Prawda        | | Lech Kaczyński                    | Kabinett Merkel I                      | 15. Jan. 2013    |
| 15. Jan. 2013          | Jerzy Margański     | | Bronisław Komorowski              | Kabinett Merkel II                     | 2016             |
| 29. Aug. 2016          | Andrzej Przyłębski  | | Andrzej Duda                      | Kabinett Merkel III                    | 31. Jan. 2022    |
| 22. Nov. 2022          | Dariusz Pawłoś      | | Andrzej Duda                      | Kabinett Scholz                        | Juli 2024        |
| 2024                   | Jan Tombiński       | Geschäftsträger |                                   |                                        |                  |

Amtierender Geschäftsträger der Republik Polen in der Bundesrepublik Deutschland ist Jan Tombiński (Stand Oktober 2024).

### Botschafter in derDDR
- 1950–1955 Jan Izydorczyk
- 1955–1957 Stanisław Albrecht
- 1957–1961 Roman Piotrowski
- 1961–1969 Feliks Baranowski
- 1969–1973 Tadeusz Gede
- 1973–1977 Marian Dmochowski
- 1977–1981 Jerzy Gawrysiak
- 1981–1986 Maciej Wirowski
- 1986–1990 Janusz Obodowski